# Daeheung (metropolitana di Seul)
Daeheung (대흥역 - 大興驛, Daeheung-nyeok ) è una stazione della metropolitana di Seul servita dalla linea 6 della metropolitana di Seul. La stazione si trova nel quartiere di Mapo-gu, a Seul. Il sottotitolo della stazione è, in inglese, Seogang University (서강대앞 - 西江大앞, Seogangdae-ap)

## Linee
SMRT
● Linea 6 (Codice: 625)

## Struttura
La stazione è costituita da due marciapiedi laterali con due binari passanti al centro protetti da porte di banchina.
| Direzione Eungam     | ● Linea 6 | per Gongdeok, Hapjeong, World Cup Stadium, Digital Media City e Eungam |
| Direzione Bonghwasan | ● Linea 6 | per Sindang, Seokgye, Taereung e Bonghwasan                            |

## Stazioni adiacenti
| «               | Servizio | »        |
| Linea 6         | Linea 6  | Linea 6  |
| --------------- | -------- | -------- |
| Gwangheungchang | -        | Gongdeok |